# Liste von Schulen in Bochum
Die Liste von Schulen in Bochum nennt bestehende und ehemalige Schulen in Bochum. Sie ist nicht abschließend.

## Liste

### Grundschulen
- Drusenbergschule, Ehrenfeld
- Hufelandschule, Querenburg[2]
- Grundschule Bochum-Linden (früher Lindener Straße 126, heute Donnerbecke 3)[3]
- Astrid-Lindgren-Schule, Linden[4]
- Weilenbrink Grundschule, Innenstadt
- Natorp Grundschule, Weitmar-Mark
- Neulingschule, Weitmar-Neuling
- Matthias-Claudius-Grundschule, Weitmar-Mitte
- Sonnenschutz, Weitmar-Bärendorf
- Don Bosco Grundschule
- Vels-Heide-Schule[5]
- Dietrich-Bonhoeffer-Schule, Eppendorf
- Maischützenschule, Harpen

### Förderschulen
- Brüder-Grimm-Schule, Ehrenfeld

### Gesamtschulen
- Erich Kästner-Schule
- Heinrich-Böll-Gesamtschule
- Maria Sibylla Merian-Gesamtschule
- Willy-Brandt-Gesamtschule
- Gesamtschule Bochum-Mitte, zwei Standorte  im Stadtteil Hamme, den Hauptstandort an der Feldsieper Straße 94 (Klassen 8–13) und einen Nebenstandort an der Gahlenschen Straße 204 b (Klassen 5–7).
- Matthias-Claudius-Schulen Bochum (Gesamt- und Grundschule)
- Carolinenschule Bochum (Gesamt- und Grundschule)
- Freie Schule Bochum mit Primarstufe und Sekundarstufe I

### Hauptschulen
- Liselotte-Rauner-Schule
- Werner-von-Siemens Hauptschule

### Sekundarschulen
- Nelson-Mandela-Schule
- Rupert-Neudeck-Schule

### Realschulen
- Anne-Frank-Schule
- Annette-von-Droste-Hülshoff-Schule, Lohring 22, Altenbochum
- Hans-Böckler-Schule
- Pestalozzi-Schule
- Realschule Höntrop

### Gymnasien
- Goethe-Schule Bochum
- Graf-Engelbert-Gymnasium
- Heinrich-von-Kleist-Schule
- Hellweg-Schule
- Hildegardis-Schule
- Lessing-Schule
- Märkische Schule
- Neues Gymnasium Bochum (seit 2010)
- Schiller-Schule und
- Theodor-Körner-Schule

### Weiterbildungskollegs
- Ottilie-Schonewald-Weiterbildungskolleg der Stadt Bochum[6]

### Berufskollegs
- Alice-Salomon-Berufskolleg (2700 Schüler)
- Klaus-Steilmann-Berufskolleg (1600 Schüler)
- Louis-Baare-Berufskolleg (2900 Schüler)
- Technische Berufliche Schule I (TBS I)
- Walter-Gropius-Berufskolleg (TBS II)
- Berufskolleg Ev. Johanneswerk (Fachschule für Heilerziehungspflege)
- Bäckerfachschule[7]

### Waldorf-Schulen
- Rudolf Steiner Schule Bochum
- Widar Schule Wattenscheid
- Christopherus-Schule

### Sonstige Schulen
- Musikschule Bochum (ungefähr 7.000 Schüler)
- Koreanische Schule Bochum

### Ehemalige Schulen
- Albert-Einstein-Schule, Gymnasium, 1967–2010
- Freiherr-vom-Stein-Schule Bochum, Gymnasium, 1865–1990
- Gymnasium am Ostring, Gymnasium, 1860–2010
- Hauptschule Markstraße
- Carl-Arnold-Kortum-Schule
- Hauptschule Fahrendeller Straße
- Heinrich-Kämpchen-Schule
- Hermann-Gmeiner-Schule
- Hauptschule Preins Feld
- Katholische Hauptschule am Lenneplatz
- Nelson-Mandela-Schule
- Franz-Dinnendahl-Schule
- Helene-Lange-Schule
- Hugo-Schultz-Schule, Realschule, Dahlhausen
- Albert-Schweitzer-Schule
- Carl-Lührig-Schule
- Jacob-Mayer-Realschule
- Landwirtschaftsschule (1947: 125 Schüler)[8]